# Rozdrażew (gemeente)
De gemeente Rozdrażew is een landgemeente in het Poolse woiwodschap Groot-Polen, in powiat Krotoszyński.
De zetel van de gemeente is in Rozdrażew.
Op 30 juni 2004 telde de gemeente 5164 inwoners.

## Oppervlakte gegevens
In 2002 bedroeg de totale oppervlakte van gemeente Rozdrażew 79,47 km², waarvan:
- agrarisch gebied: 92%
- bossen: 0%

De gemeente beslaat 11,13% van de totale oppervlakte van de powiat.

## Demografie
Stand op 30 juni 2004:
| Omschrijving                   | Totaal | Totaal | Vrouwen | Vrouwen | Mannen | Mannen |
| ------------------------------ | ------ | ------ | ------- | ------- | ------ | ------ |
| eenheid                        | aantal | %      | aantal  | %       | aantal | %      |
| inwoners                       | 5164   | 100    | 2600    | 50,3    | 2564   | 49,7   |
| bevolkingsdichtheid (inw./km²) | 65     | 65     | 32,7    | 32,7    | 32,3   | 32,3   |

In 2002 bedroeg het gemiddelde inkomen per inwoner 1256,94 zł.

## Administratieve plaatsen (sołectwo)
Budy, Chwałki, Dąbrowa, Dzielice, Grębów, Henryków, Maciejew, Nowa Wieś, Rozdrażew, Trzemeszno, Wolenice, Wyki.

## Aangrenzende gemeenten
Dobrzyca, Koźmin Wielkopolski, Krotoszyn